# Harry Bolus
Harry Bolus, född 28 april 1834 i Nottingham i England, död 25 maj 1911 i Oxted i England, var en sydafrikansk botaniker, affärsman och filantrop. Han avancerade i botanik i Sydafrika geom att etablera stipendier, grunda Bolus Herbarium och testamentera stora delar av sin förmögenhet till Kapstadens universitet. Under sitt liv var han väldigt aktiv i vetenskapliga sammanhang, han var ledamot i Linnean Society, medlem och president för Royal Society of South Africa.